# Фурцева Катерина Олексіївна
Фурцева Катерина Олексіївна (рос. Фурцева Екатерина Алексеевна; 7 грудня 1910, Вишній Волочок, Російська імперія — 25 жовтня 1974, Москва, СРСР) — радянський державний і партійний діяч, міністр культури СРСР у 1960–1974, депутат Верховної Ради СРСР 3, 4, 5, 7, 8 скликань. Кандидат у члени ЦК КПРС у 1952—1956 роках. Член ЦК КПРС у 1956—1974 роках.

## Життєпис
Катерина Фурцева народилася 1910 в місті Вишній Волочек Тверської губернії в родині робітника-текстильника. Закінчила семирічну школу та школу фабрично-заводського учнівства.
- 1924 року вступила до комсомолу.
- У 1928–1930 працювала на фабриці «Большевичка» в місті Вишній Волочек.
- 1930 року прийнята в члени ВКП(б).
- У 1930–1931 — секретар Кореневського районного комітету ВЛКСМ Курської області.
- У 1931–1932 — відповідальний секретар Феодосійського міського комітету комсомолу Кримської АРСР.
- У 1932–1933 — завідувачка організаційного відділу Кримського обласного комітету ВЛКСМ.
- У 1933–1935 — слухачка Вищих академічних курсів Цивільного повітряного флоту
- У 1935–1936 — помічник начальника політичного відділу Саратовського авіаційного технікуму з комсомолу.
- У 1936–1937 — інструктор відділу студентської молоді ЦК ВЛКСМ.
- У 1937–1941 — студентка Московського інституту тонкої хімічної технології імені М. В. Ломоносова, член партійного бюро інституту.
- У 1941 — секретар комітету ВКП(б) Московського інституту тонкої хімічної технології імені М. В. Ломоносова.
- У 1941–1942 — інструктор Молотовського районного комітету ВКП(б) міста Куйбишева.
- У 1942–1945 — секретар Фрунзенського районного комітету ВКП(б) міста Москви із кадрів.
- У 1945–1948 — 2-й секретар Фрунзенського районного комітету ВКП(б) міста Москви.
- У 1948 — закінчила Вищу партійну школу при ЦК ВКП(б) (заочно).
- У 1948–1950 — 1-й секретар Фрунзенського районного комітету ВКП(б) міста Москви.
- 25 січня 1950 — 29 березня 1954 — 2-й секретар Московського міського комітету ВКП(б).
- 29 березня 1954 — 26 грудня 1957 — 1-й секретар Московського міського комітету КПРС.
- 27 лютого 1956 — 4 травня 1960 — секретар ЦК КПРС.
- 4 травня 1960 — 24 жовтня 1974 — міністр культури СРСР.
- У 1950–1962 і 1966–1974 була депутатом Верховної Ради СРСР третього, четвертого, п'ятого, сьомого та восьмого скликань.
- З 27 лютого 1956 по 29 червня 1957 — кандидат у члени Президії ЦК КПРС.
- З 29 червня 1957 по 31 жовтня 1961 — член Президії ЦК КПРС.

В ніч з 24 на 25 жовтня 1974 Катерина Фурцева раптово померла. У медичному висновку, підписаному начальником Четвертого управління МОЗ СРСР академіком Чазовим, причиною смерті було названо гостру серцеву недостатність. Однак, за іншими версіями вона покінчила з життям, розкривши вени.
Похована на Новодівочому цвинтарі в Москві.

## Нагороди
- чотири ордени Леніна (6.12.1960, 27.10.1967)
- орден Трудового Червоного Прапора
- орден «Знак Пошани»
- медаль «За оборону Москви»
- медаль «За доблесну працю у Великій Вітчизняній війні 1941—1945 рр.» (1945)
- медаль «За доблесну працю. В ознаменування 100-річчя з дня народження Володимира Ілліча Леніна» (1970)

## Пам'ять

### В кіно
- «Катерина Велика» (2000)
- «Жінка на Мавзолеї» (2004)
- «Катерина Фурцева. Жіноча доля» (2005)
- «Кремлівські похорони. Катерина Фурцева»
- «І примкнув до них Шепілов» (2009)
- «Катерина Третя» (2010)
- «Фурцева (телесеріал)» (2011)
- «Жінки мріяли про владу. Катерина Фурцева»
- «Як йшли кумири. Катерина Фурцева»